# 앨리슨 졸리 (영장류학자)
앨리슨 졸리(Alison Jolly, 1937년 5월 9일 – 2014년 2월 6일)는 여우원숭이 생물학 연구로 유명한 영장류학자였다. 그녀는 대중과 과학 독자 모두를 위해 여러 권의 책을 썼고 주로 마다가스카르 극남단의 반건조 가시 사막 지역에 위치한 작은 개인 갤러리 숲 보호구역인 베렌티 보호구역에서 마다가스카르의 여우원숭이에 대한 광범위한 현장 조사를 수행했다.

## 아동 서적
- Ny aiay Ako (Ako the Aye-Aye), 2005
- Bitika the Mouselemur, (2012)
- Tik-Tik the Ringtailed Lemur, (2012)
- Bounce the White Sifaka, (2012)
- Furry and Fuzzy the Red Ruffed Lemur Twin, (2012)
- No-Song the Indri, (2012)
- Fiddle and the See-Throughs, (2013)
- Fiddle and the Flint-Boy, (2013)
- Fiddle and the Headless Horseman, (2013)
- Fiddle and the Falling Tower, (2013)
- Fiddle and the Smugglers, (2013)
- Fiddle and the Fires, (2013)